# Kristiina Mäkelä

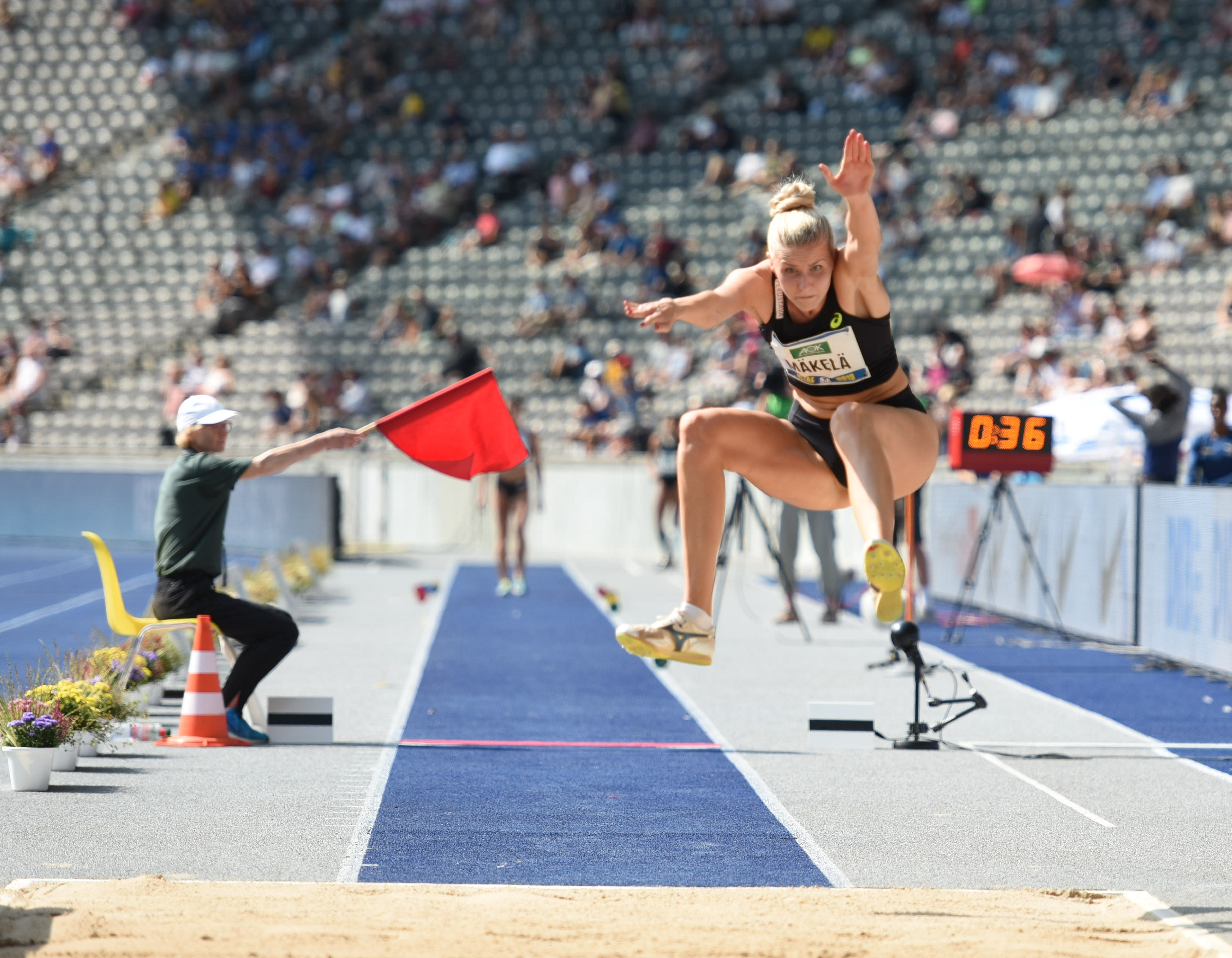
Mäkelä, 2019

Kristiina Mäkelä (née le 20 novembre 1992 à Orimattila) est une athlète finlandaise, spécialiste du triple saut.

## Biographie
Le 19 mars 2016, Mäkelä se classe 6e de la finale des championnats du monde en salle de Portland avec 14,07 m. Elle prend le 10 juillet la 9e place des Championnats d'Europe d'Amsterdam avec un saut à 13,95 m, sa meilleure performance de la saison.
Elle termine le 4 mars 2017 à la 8e place des Championnats d'Europe en salle de Belgrade avec 13,73 m.
Le 20 août 2022, elle remporte la médaille d'argent des Championnats d'Europe de Munich en sautant à 14,64 m, synonyme de nouveau record de Finlande.

## Palmarès
| Date | Compétition                              | Lieu           | Résultat | Marque  |
| ---- | ---------------------------------------- | -------------- | -------- | ------- |
| 2009 | Championnats du monde cadets             | Bressanone     | 6e       | 13,03 m |
| 2009 | Festival olympique de la jeunesse europ. | Tampere        | 2e       | 13,14 m |
| 2010 | Championnats du monde juniors            | Moncton        | 7e       | 13,26 m |
| 2011 | Championnats d'Europe juniors            | Tallinn        | 2e       | 13,67 m |
| 2016 | Championnats du monde en salle           | Portland       | 6e       | 14,07 m |
| 2016 | Championnats d'Europe                    | Amsterdam      | 9e       | 13,95 m |
| 2016 | Jeux olympiques                          | Rio de Janeiro | 12e      | 13,95 m |
| 2017 | Championnats d'Europe en salle           | Belgrade       | 8e       | 13,73 m |
| 2018 | Championnats du monde en salle           | Birmingham     | 16e      | 13,73 m |
| 2018 | Championnats d'Europe                    | Berlin         | 9e       | 14,01 m |
| 2019 | Championnats d'Europe en salle           | Glasgow        | 6e       | 14,29 m |
| 2019 | Championnats d'Europe par équipes        | Bydgoszcz      | 5e       | 14,10 m |
| 2019 | Championnats du monde                    | Doha           | 12e      | 13,99 m |
| 2021 | Championnats d'Europe en salle           | Toruń          | 6e       | 14,23 m |
| 2022 | Championnats du monde en salle           | Belgrade       | 9e       | 14,14 m |
| 2022 | Championnats du monde                    | Eugene         | 9e       | 14,18 m |
| 2022 | Championnats d'Europe                    | Munich         | 2e       | 14,64 m |

## Records
| Épreuve     | Épreuve   | Marque       | Lieu   | Date           |
| ----------- | --------- | ------------ | ------ | -------------- |
| Triple saut | Plein air | 14,64 m (NR) | Munich | 19 août 2022   |
| Triple saut | En salle  | 14,38 m (NR) | Madrid | 8 février 2019 |